# 外交部政治档案馆
外交部政治档案馆（德語：Politisches Archiv des Auswärtigen Amts，缩写为PA AA），或称德国外交部政治档案馆，成立于1920年，1924年改为现在的名称，位于德国首都柏林，保存有北德意志联邦1867年成立后德国的外交档案。